# 三重県立水産高等学校
三重県立水産高等学校（みえけんりつ すいさんこうとうがっこう）とは、三重県志摩市志摩町和具にある県立水産高等学校。地元では「水高」（すいこう）と呼ばれる。高校野球等では、｢三重水産」と表記されていることもある。

## 設置学科
- 全日制課程
  - 海洋・機関科
  - 水産資源科
- 専攻科
  - 漁業専攻科
  - 機関専攻科

### 過去の設置学科
- 普通科 - 1948年増設[1]、2005年募集停止[2]。

## 沿革
- 1902年 - 和具村外三ケ村学校組合立崎島水産補習学校として開校。
- 1920年 - 三重県志摩郡立水産学校に改称。6月18日に開校式を挙行し、この日を創立記念日とする。
- 1922年 - 県立移管、三重県立志摩水産学校に改称。
- 1948年 - 三重県和具高等学校に改称。普通科を設置。
- 1949年 - 三重県水産高等学校に改称。
- 1955年 - 現校名に改称。
- 1996年 - 水産製造科と水産増殖科を統合し、水産製造・増殖科を設置[2]。
- 2002年 - 創立100周年記念式典を挙行。
- 2005年 - 普通科の募集停止[2]。
- 2015年 -海洋科、機関科、水産製造・増殖科の3学科を、海洋・機関科（定員40名）、水産資源科（定員40名）の2学科に改編

## 教育方針
「かけがえのない海を護り、命を尊び、海の恵みを活用する豊かな人間性を備えた人材を育成する」をスローガンに掲げている。
校訓は「質実剛健」「進取敢為」である。

## 学校行事
- クラブ紹介・登録（4月）
- クラスマッチ（7月）
- 芸術鑑賞会（10月）（三年に一度）
- 学校祭（10月）
- クラスマッチ（12月）
- 水高タイムズ製作（2月）

### 水高・志摩高フェスタ
2016年（平成28年）11月3日に三重県立志摩高等学校と合同で「水高・志摩高フェスタ」を志摩市志摩文化会館で開催した。日常の学習成果発表、作品展、ステージでのイベント、移動水族館などを開催した。

## 学区・寮
本校は県立高校で三重県全域が学区であるが、水産系の高等学校は全国的に少ないため、高校水産系学科のない府県（大阪府や奈良県・岐阜県・和歌山県・埼玉県・広島県など）の生徒の出願が認められる特例があり、本校には三重県内はもとより、これらの府県出身の生徒も在籍している。
なお、2019年度より各学科の定員の5％について、水産系学科のある都道府県を含め、全国から入学を認めることになったが、前述の特例も維持されており、高校水産系学科のない府県の受験生は引き続き5％の枠外で志願できる。
かつては、遠隔地出身の生徒を対象とした「黒潮寮」が校内に設置されていたが、現在は廃止されている。そのため、近場の賄い付き下宿を使うことになる。

## アクセス
- 近鉄志摩線賢島駅より志摩マリンレジャーあご湾定期船和具行乗船、終点下船すぐ。この航路の乗客の3割弱が水産高校への通学生である[4]。
- 近鉄志摩線鵜方駅より三重交通路線バス御座港行き乗車、和具学校前バス停下車、みたま通り経由徒歩15分。

## 著名な出身者
- 大口秀和（旧志摩町長、元志摩市長）
- 橋爪政勝（旧大王町長）
- 橋爪政吉（志摩市長）
- 中村幸昭（鳥羽水族館創設者、名誉館長）